# Graviera Kritis
La Graviera Kritis (in greco: Γραβιέρα Κρήτης) è un formaggio greco a pasta dura, a base principalmente di  latte di pecore, prodotto nell'isola di Creta.
Dal giugno 1996, a livello europeo, la denominazione Graviera Kritis è stata riconosciuta denominazione di origine protetta (DOP).

## Descrizione
Si tratta tra i più noti formaggi greci del tipo graviera, e si produce da secoli con
metodo tradizionale e matura in impianti siti nelle unità periferiche di La Canea, Rethymno, Candia e Lasithi.
Il formaggio è di forma rotonda e presenta una massa compatta ed elastica di colore giallo chiaro, con i caratteristici buchi.  Il suo tempo completo di stagionatura è di almeno tre mesi.